# Muzeum Kolejnictwa w Belgradzie
Muzeum Kolejnictwa w Belgradzie (serb. Železnički muzej) – muzeum w Belgradzie gromadzące zbiory związane z historią kolejnictwa w Serbii.

## Historia
Pomysł założenia muzeum kolejnictwa powstał już w 1931, kiedy to z taką inicjatywą wystąpił dyrektor szkoły kolejowej w Belgradzie Franjo Repić. Pomysł nie doczekał się realizacji. W 1949 z okazji 100-lecia powstania kolei na terenie Jugosławii przygotowano wystawę, która była prezentowana w siedmiu salach Galerii Nowoczesnej w parku Tivoli w Lublanie. Wystawa została zachowana i stała się początkiem ekspozycji Muzeum Kolejnictwa.
Muzeum Kolejnictwa powołano 1 stycznia 1950 jako instytucję podległą byłemu Ministerstwu Kolei Socjalistycznej Federalnej Republiki Jugosławii. Pierwsza stała wystawa pod nazwą Przez historię kolei jugosłowiańskich (serb. Kroz istoriju Jugoslovenskih Železnica) została otwarta 30 kwietnia 1953.
Obecnie muzeum podlega Spółce Akcyjnej „Koleje Serbskie”. Oprócz stałych ekspozycji w muzeum znajdują się: galeria wystaw, biblioteka i archiwum. 

## Zbiory

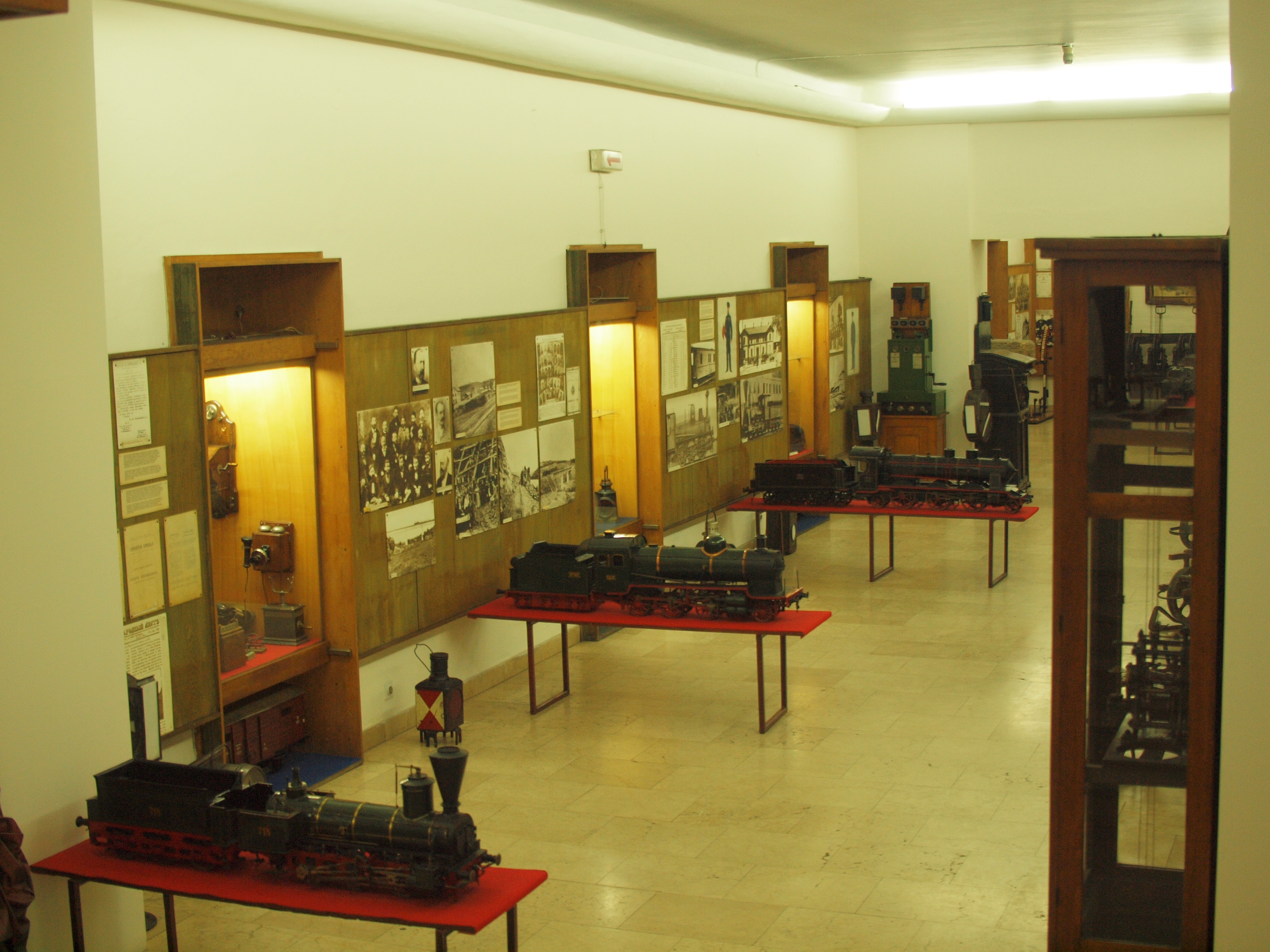
Muzeum Kolejnictwa w Belgradzie

W muzeum znajduje się ponad 40 000 eksponatów zgrupowanych w czterech kolekcjach. Są to: kolekcja zabytków techniki, zbiory historyczne, kolekcja dzieł sztuki, kolekcja sztuki użytkowej. Zbiory w znacznej większości wchodzą w skład stałych ekspozycji. Zabytki techniki prezentowane są również poza główną siedzibą muzeum.
- Oddział kolei wąskotorowych Muzeum Kolejnictwa w Belgradzie na stacji kolejowej w Požedze

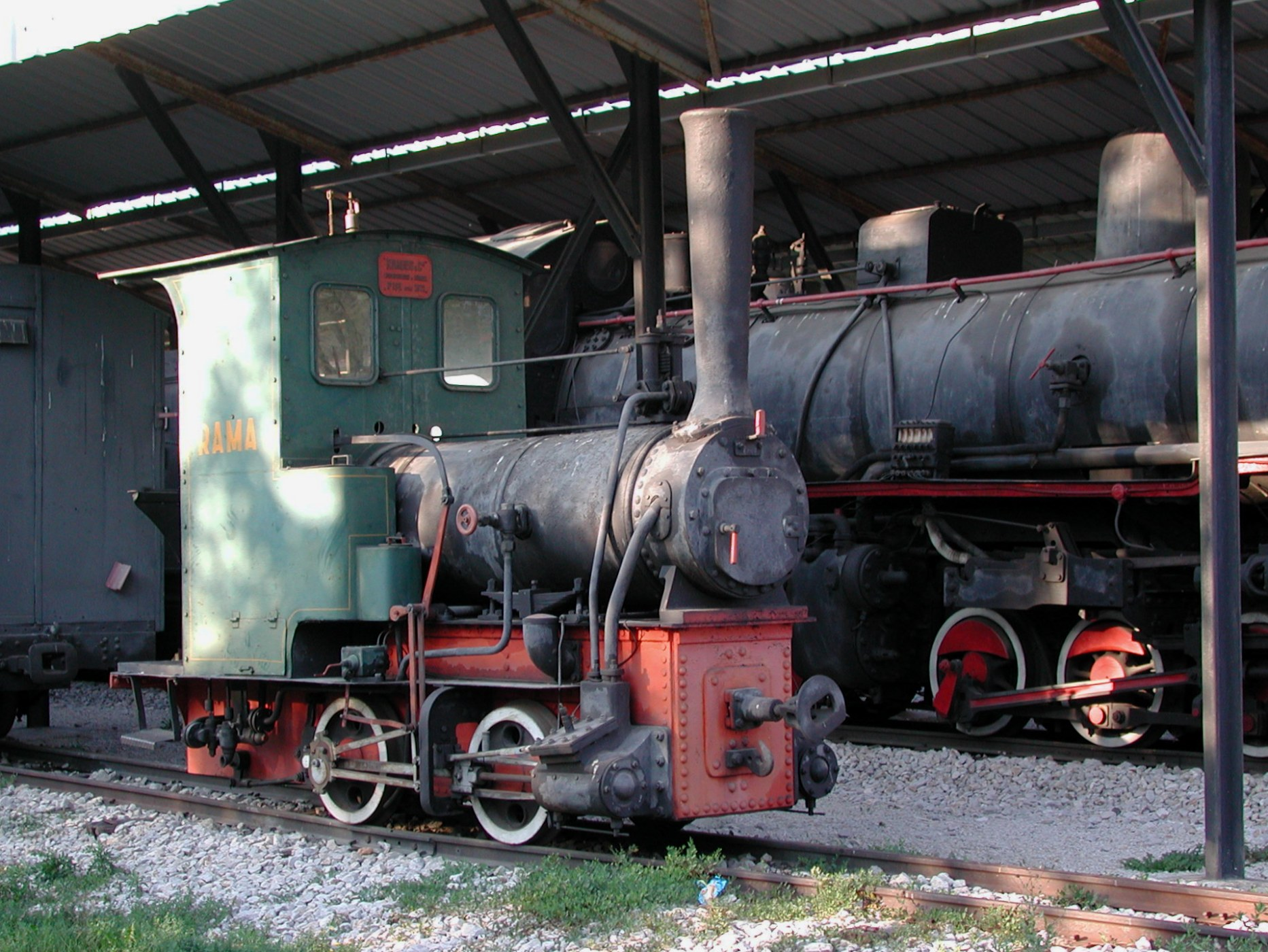
Požega – oddział Muzeum Kolejnictwa w Belgradzie

Otwarty 12 kwietnia 1990. Na ekspozycji znajduje się ponad 500 oryginalnych zabytków związanych z transportem wąskotorowym, w tym tabor kolejowy. Na stałej ekspozycji zobaczyć można m.in. 8 parowozów, w tym dwie lokomotywy o rozstawie 0,60 m (z 1882 i z 1916), sześć lokomotyw o rozstawie 0,76 m (najstarsza z 1873), pług odśnieżny, drezyny, wagony towarowe, pomocnicze, wagony pociągu pancernego, a także 17 samochodów szynowych (w tym salonka cesarza Franciszka Józefa I z 1897).
- Kompleks muzealno-turystyczny „Šarganska Osmica”

Obejmuje ekspozycję zabytkowych wagonów oraz linię kolejową Šargan Mokra Gora–Šargan Vitasi, oddaną do użytku turystycznego po rewitalizacji w latach 1999–2003. Przejazdy obsługuje tabor kolejowy, który wcześniej był częścią ekspozycji na stacji Požega.
Zabytkowy tabor Muzeum Kolejnictwa prezentowany jest również na stacjach kolejowych: Nisz, Lapovo, Prokuplje, Pančevo, Vršac, Kikinda, Sombor, Subotica oraz w Belgradzie.